# Nello Cristianini
Nello Cristianini (Gorizia, 1968) è un informatico e scrittore italiano, professore di Intelligenza artificiale presso l'Università di Bath.

## Biografia
I suoi contributi di ricerca spaziano in vari ambiti, quali apprendimento automatico, intelligenza artificiale e bioinformatica.
Cristianini ha conseguito una laurea in fisica all'Università di Trieste, un master in Computational Intelligence a Royal Holloway, University of London, e un dottorato di ricerca all'Università di Bristol. Prima di lavorare come professore a Bath, è stato professore di Intelligenza Artificiale all'Università di Bristol, professor associato in statistica all'Università della California (Davis), e ha tenuto incarichi da visitatore in altre università.
Il suo lavoro di ricerca è concentrato nell'analisi statistica degli algoritmi di apprendimento e all'applicazione della stessa alle macchine a vettori di supporto, metodi kernel e altri algoritmi. Cristianini è coautore di due libri molto conosciuti nel campo dell'apprendimento automatico, An Introduction to Support Vector Machines e Kernel Methods for Pattern Analysis e di un libro di bioinformatica "Introduction to Computational Genomics".
Nel giugno 2014 Nello Cristianini è stato incluso in una lista, compilata da Thomson Reuters, degli "scienziati più influenti del decennio", e nel 2016 nella lista di Aminer degli scienziati più influenti nel machine learning.
La sua ricerca si è anche concentrata sull'evoluzione di famiglie di geni nei mammiferi, l'individuazione automatica di episodi di non imparzialità dell'informazione data dai media e nello sviluppo di una struttura unificata per gli algoritmi di analisi dei pattern.
Al momento Cristianini sta lavorando sui problemi culturali ed etici che possono emergere dall'applicazione di tecnologie intelligenti, e su questo tema ha tenuto la STOA lecture del 2017 al Parlamento europeo. Il suo libro La scorciatoia è dedicato alle fondazioni tecniche e filosofiche dell'Intelligenza Artificiale, e ai suoi potenziali rischi per la società e per gli individui.

## Opere
I suoi libri coprono temi diversi, dalla teoria matematica dell'intelligenza artificiale, fino alla filosofia della scienza.
- Nello Cristianini. Sovrumano, oltre i limiti della nostra intelligenza. il Mulino 2025
- Nello Cristianini, Machina Sapiens, Il Mulino, 2024.
- Nello Cristianini, La scorciatoia : come le macchine sono diventate intelligenti senza pensare in modo umano, 2023, ISBN 978-88-15-29983-3, OCLC 1373558819. URL consultato il 5 aprile 2023.
- (EN) Nello Cristianini, The Shortcut: Why Intelligent Machines Do Not Think Like Us, CRC Press, 8 marzo 2023.
- Nello Cristianini, L'ultima estate: Storia di Lucy Christalnigg e della fine di un mondo, 3 febbraio 2014, ISBN 9781495363924.
- (EN) Nello Cristianini, An Introduction to Support Vector Machines and Other Kernel-based Learning Methods, Cambridge University Press, 23 marzo 2000, ISBN 9780521780193.
- (EN) Nello Cristianini, Kernel Methods for Pattern Analysis, Cambridge University Press, 28 giugno 2004, ISBN 9780521813976.